# Smoke (personaggio)
Smoke è un personaggio della serie videoludica Mortal Kombat.

## Storia
Smoke, nella sua forma umana, era un letale assassino nonché alleato del clan ninja del Lin-Kuei.
Amico di Sub-Zero (il secondo, ovvero il fratello minore del vecchio Sub-Zero che aveva partecipato al torneo shaolin del primo Mortal Kombat e che viene ucciso, durante lo stesso torneo, da Scorpion), lo accompagna nella sua missione nell'Outworld.
Smoke è un personaggio segreto che è possibile vedere tra gli alberi della Foresta Vivente, un luogo di combattimento che si trova nell'Outworld. Non combatte direttamente gli avversari, ma si limita solo ad osservare, un po' come Jade e il guerriero ombra Noob Saibot, e a rimanere sulla linea difensiva.
Dopo Mortal Kombat II, sia Sub-Zero che Smoke tornano alla base del Lin-Kuei solo per scoprire che i loro compagni venivano automatizzati (ovvero erano trasformati in cyborg) e stessa sorte sarebbe toccata ad entrambi.
Decidono quindi di fuggire, ma mentre Sub-Zero riuscì a scappare, Smoke fu catturato e automatizzato con la missione di trovare e uccidere il suo vecchio amico, il traditore Sub-Zero.
Diventò dunque un cyborg assassino, la cui forma umana esisteva ormai solo nelle memorie più allenate.
In Mortal Kombat 3 Smoke, insieme agli altri 2 cyborg Sektor e Cyrax, partecipa alla caccia di Sub-Zero. Smoke in Mortal Kombat 3 è un personaggio segreto e può essere usato dal giocatore per la prima volta, e non solo affrontato come in Mortal Kombat 2.
Nel finale di Smoke in Mortal Kombat 3, Subzero percepisce come il cyborg possieda ancora un'anima e riesce quindi a fargli ricordare il passato. Smoke aiuta il suo vecchio amico e insieme sconfiggono Sektor e Cyrax. Alla fine Smoke riacquista la memoria e contribuisce alla salvezza dell'Earthrealm, ma rimarrà prigioniero del suo corpo artificiale.
In Ultimate Mortal Kombat 3 è selezionabile anche Human Smoke, la versione umana di Smoke già apparsa in Mortal Kombat 2. Nel finale di Ultimate Mortal Kombat 3 Human Smoke riesce a tornare definitivamente umano e sparisce per allenarsi in preparazione di un quarto torneo, ma il finale di questo personaggio in Mortal Kombat Trilogy cambia totalmente: Smoke versione umana può esistere solamente nei ricordi del ninja cibernetico, evidenziando che Smoke non ha riacquistato la forma umana.
In Mortal Kombat: Deception viene ritrovato da Noob Saibot in una stanza del palazzo di Shao Kahn disattivato. Noob Saibot allora decide di sfruttare la nanotecnologia di Smoke per poter creare dei demoni cibernetici e quindi lo riprogramma per i suoi scopi e lo riattiva. Nel corso di Mortal Kombat: Armageddon partecipa, assieme a Noob, all'assalto del tempio Lin Kuei, venendo sconfitto da Taven. Più tardi, prende parte alla battaglia tra le Forze della Luce e quelle dell'Oscurità, trovandovi la morte.
Nella linea temporale alterata di Mortal Kombat IX, Smoke, insieme a Kuai Liang (il secondo Sub-Zero) approda in Outworld alla ricerca di Shang Tsung, seppur contro gli ordini del Lin Kuei, per scoprire cosa è successo al primo Sub-Zero. Dopo aver sconfitto lo stregone Shang Tsung e Reptile, ma non avendo ottenuto alcuna risposta in merito al destino di Bi Han, Smoke viene attaccato da Sektor e i suoi cyber ninja per essere ricondotto al Lin Kuei e automatizzato. Raiden che in lontananza ha osservato la scena ha una visione di cosa succederebbe se Smoke divenisse un cyborg e quindi dopo che quest'ultimo ha sconfitto Sektor, sconfigge i cyber ninja liberandolo. Sfuggito ai suoi inseguitori e impedita quindi la sua automatizzazione, il ninja del fumo si allea con il Dio del Tuono e i guerrieri della terra. Purtroppo la sua salvezza costerà la vita a Sub-Zero che verrà automatizzato al suo posto. Si unisce alle forze della Terra durante l'invasione di Shao Kahn, ma viene ucciso da Sindel. La sua anima viene poi evocata nel Netherrealm e soggiogata da Quan Chi.
Nel suo finale, si scopre che il suo vero nome è Tomas Vrbada e che proviene da Praga, Repubblica Ceca e che il suo potere di fumo deriva dallo yōkai Enenra.
Riappare in Mortal Kombat X, corrotto da Quan Chi, cambiando il suo nome in Enenra. È però possibile selezionarlo tramite una delle varianti del personaggio DLC Triborg, insieme a Cyrax (LK-4D4), Sektor (LK-9T9) e Cyber Sub-Zero (LK-52O).

## Cyber Smoke
Cyber Smoke o Unità LK-T72 è un personaggio della serie videoludica Mortal Kombat.

## Apparizioni
- Mortal Kombat II (umano, non giocabile)
- Mortal Kombat 3 (cyborg, segreto, giocabile tramite un codice)
- Ultimate Mortal Kombat 3 (cyborg)
- Mortal Kombat Trilogy (cyborg)
- Mortal Kombat: Deception (cyborg, in duo con Noob Saibot, segreto, giocabile e sub-boss)
- Mortal Kombat: Unchained (cyborg, in duo con Noob Saibot, sub-boss)
- Mortal Kombat: Shaolin Monks (umano, cameo)
- Mortal Kombat Armageddon (cyborg)
- Mortal Kombat (2021) (umano)
- Mortal Kombat X

Umano: Smoke’s Revenge, Faction Kill 1 del Lin Kuai, non giocabile;
Cyborg: Triborg LK-7T2 (DLC)
Revenant: cameo.
- Mortal Kombat 1 (umano)

## Altri Media
- Mortal Kombat - Distruzione totale (cyborg, film)
- Mortal Kombat: Defenders of the Realm (serie TV animata, sia umano in flashback sia cyborg)

## Finishing Moves
In questo elenco sono presenti anche le fatality di Triborg.
- Smoke Bomb (Fatality): Smoke mette una bomba in bocca all'avversario, e la bomba, esplodendo, fa esplodere anche l'avversario. (MK3, UMK3, MKT)
- Armageddon (Fatality): Smoke fa uscire dal suo corpo una serie di bombe, che esplodono tutte insieme facendo esplodere la Terra. (MK3, UMK3, MKT)
- Invisible Decapitation (Fatality): Smoke diventa invisibile, colpisce l'avversario in faccia, gli strappa le braccia e gli stacca la testa. (MK:D, MK:U)
- Oops (Friendship): Smoke tira fuori dalla sua tasca un cartello con scritto No Smoking Allowed. (MKT, UMKT)
- Horning (Friendship): Smoke fa uscire dal suo corpo un corno con cui suona come una sirena. (MK3, UMK3, MKT)
- Bull Chase (Animality): Smoke si trasforma in un toro e carica il suo avversario incornandolo. (MK3, UMK3, MKT)
- Self-Destruction (Harakiri): Smoke attiva il suo sistema di autodistruzione ed esplode. (MK:D, MK:U)
- Tremor (Fatality): Smoke si teletrasporta alla parte opposta dell'avversario, facendolo immediatamente cadere a pezzi. (MKIX)
- Smoked Out (Fatality): Smoke infila due dita negli occhi dell'avversario, iniettandogli il fumo. L'avversario si scioglie poi in uno scheletro. (MKIX)
- Teamwork (Fatality) Triborg si triplica e uno di essi taglia la gola all'avversario mentre l'altro gli strappa il cuore. Infine l'ultimo, con l'aiuto degli altri due, taglia in due l'avversario e gli stacca la testa. (MKX)
- Death Machine (Fatality) Triborg si trasforma in una macchina e spara degli uncini all'avversario, trascinandolo all'interno di essa. Poi, mentre una sega circolare taglia il petto all'avversario, la macchina si restringe fino a schiacciare l'avversario. Infine esce un cubetto di carne con la testa dell'avversario incastonata al centro. (MKX)